# زاکومی
زاکومی (به انگلیسی: Zakumi) نماد رسمی جام جهانی فوتبال ۲۰۱۰ آفریقای جنوبی است. این پلنگ کاملاً به دست طراحان و سازندگان آفریقایی و در داخل آفریقای جنوبی ساخته شده‌است. نام زاکومی ترکیبی از دو حرف «زا» (ZA) که نشانه نام آفریقای جنوبی است و «کومی» (Kumi) است که در بیشتر زبان‌های محلی آفریقایی به معنی عدد ۱۰ می‌باشد. طراح اصلی زاکومی، یک شهروند کیپ تاونی به نام آندریاس اودندال است. زاکومی یک پلنگ ۱۵ ساله و جوان پفکی است که موهای سبز مجعد دارد و خنده پهنی بر دهان او نقش بسته‌است. زاکومی در ۱۶ ژوئن ۱۹۹۶ متولد شده، روزی که در آفریقای جنوبی آن را به نام «روز جوان» می‌شناسند و جشن می‌گیرند. زاکومی در سالی به دنیا آمده که رژیم آپارتاید در کشور آفریقای جنوبی از قدرت کنار رفت و تبعیض نژادی از آن کشور برچیده شد. شعار رسمی زاکومی بازی زاکومی جوانمردانه‌است می‌باشد.